# Fréthun
Fréthun település Franciaországban, Pas-de-Calais megyében. Lakosainak száma 1393 fő (2022. január 1.). Fréthun Coquelles, Nielles-lès-Calais, Bonningues-lès-Calais és Hames-Boucres községekkel határos.

## Népesség
A település népességének változása:
| Lakosok száma | 1230 | 1293 | 1311 | 1322 | 1355 | 1389 | 1390 | 1395 | 1393 |
|               | 2013 | 2015 | 2016 | 2017 | 2018 | 2019 | 2020 | 2021 | 2022 |